# Röd mulmblomfluga
Röd mulmblomfluga (Brachypalpoides lentus) är en tvåvingeart som först beskrevs av Johann Wilhelm Meigen 1822.  Röd mulmblomfluga ingår i släktet mulmblomflugor, och familjen blomflugor. Enligt den finländska rödlistan är arten sårbar i Finland. Arten är reproducerande i Sverige. Artens livsmiljö är friska och torra lundar.

## Bildgalleri

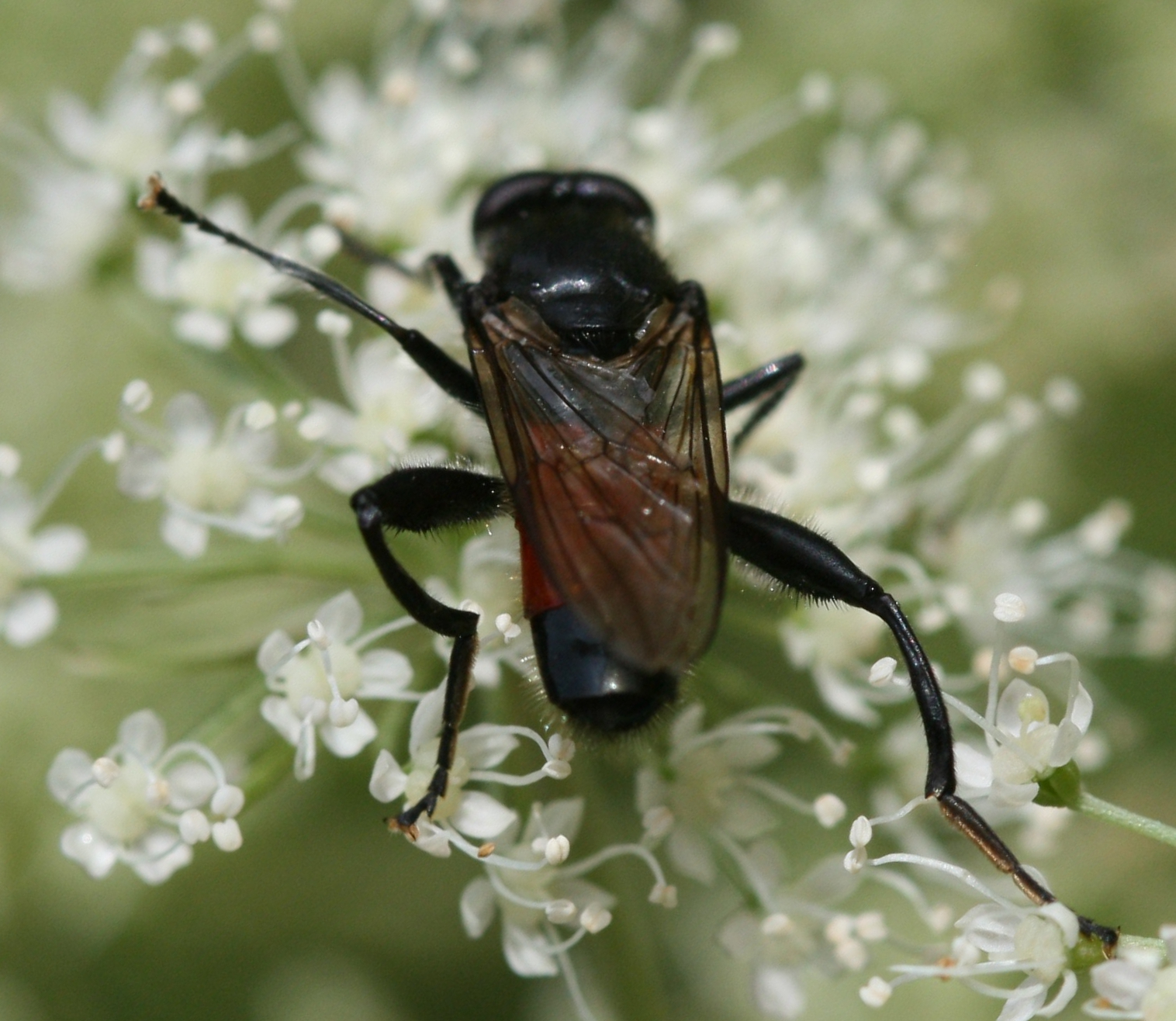